# Acacia faucium
Acacia faucium är en ärtväxtart som beskrevs av Leslie Pedley. Acacia faucium ingår i släktet akacior, och familjen ärtväxter. Inga underarter finns listade i Catalogue of Life.